# Chính sách thị thực của Suriname
Người nước ngoài muốn đến Suriname phải xin thị thực trừ khi họ đến từ một trong những nước được miễn thị thực. Tất cả du khách phải sở hữu hộ chiếu có hiệu lực 6 tháng.

## Bản đồ chính sách thị thực

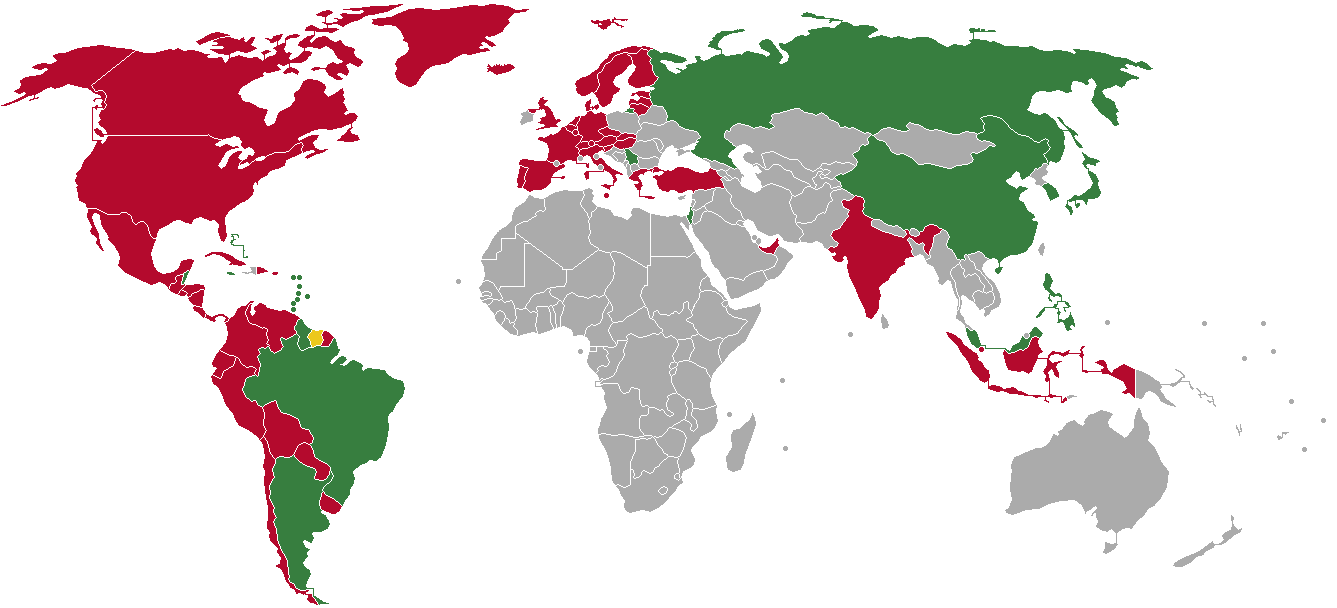
Chính sách thị thực Suriname
Suriname
Miễn thị thực
Thị thực tại cửa khẩu
Cần xin thị thực từ trước

## Miễn thị thực
Người sở hữu hộ chiếu của những quốc gia và vùng lãnh thổ sau không cần thị thực để đi du lịch tại Suriname lên đến 90 ngày (trừ khi có chú thích).
| - Antigua và Barbuda - Argentina - Aruba1 - Bahamas - Barbados - Belize - Bonaire1 - Brasil - Curaçao1 - Dominica - Grenada - Guyana - Hồng Kông - Israel | - Jamaica - Nhật Bản - Malaysia (30 ngày) - Montserrat2 - Philippines - Saba1 - Saint Kitts và Nevis - Saint Lucia - Saint Vincent và Grenadines - Sint Eustatius1 - Sint Maarten1 - Hàn Quốc (30 ngày) - Trinidad và Tobago |

1 - Đối với người sở hữu hộ chiếu Hà Lan định cư tại những lãnh thổ này.

2 - Đối với hộ chiếu Công dân Lãnh thổ hải ngoại thuộc Anh được cấp bởi Montserrat.
Miễn thị thực với người có giấy Người gốc Suriname (PSA) hoặc có bằng chứng gốc Suriname.
Người sở hữu hộ chiếu ngoại giao hoặc công vụ của Chile, Trung Quốc, Colombia, Costa Rica, Cuba, Haiti, Indonesia và Uruguay và người sở hữu hộ chiếu ngoại giao của Venezuela được miễn thị thực.
Công dân của các quốc gia sau được cấp thị thực tại cửa khẩu (thẻ du khách) tại Sân bay Amsterdam Schiphol với phí €30, hoặc tại Sân bay quốc tế Johan Adolf Pengel hoặc tại bất cứ đại diện nào của Suriname tại nước ngoài với phí US$35. Người sở hữu thẻ du khách được ở lại Suriname tối đa 90 ngày.
| - Áo - Bỉ - Bolivia - Canada - Chile - Trung Quốc - Colombia - Costa Rica - Cuba - Cộng hòa Séc - Đan Mạch - Cộng hòa Dominica - Ecuador - El Salvador - Estonia - Phần Lan - Pháp - Guatemala - Đức - Hy Lạp - Haiti - Honduras - Hungary - Iceland - Ấn Độ - Indonesia | - Ý - Latvia - Liechtenstein - Lithuania - Luxembourg - Malta - Mexico - Hà Lan - Nicaragua - Na Uy - Panama - Paraguay - Peru - Bồ Đào Nha - Singapore - Slovakia - Slovenia - Tây Ban Nha - Thụy Điển - Thụy Sĩ - Anh Quốc3 - Hoa Kỳ - Thổ Nhĩ Kỳ - Uruguay - Venezuela |

3 - Đối với công dân Anh, Công dân Lãnh thổ hải ngoại thuộc Anh (trừ Montserrat) và Công dân Anh (hải ngoại).
Thị thực tại cửa khẩu đối với du khách đến từ nước không có đại diện của Suriname có thể được cấp cho phép ở lại tối đa 2 tháng, nếu họ được phê chuẩn từ trước.

## Thống kê du khách
Hầu hết du khách đến Suriname đều đến từ các quốc gia sau:
| Quốc gia/Vùng lãnh thổ | 2015    | 2014    | 2013    |
| ---------------------- | ------- | ------- | ------- |
| Hà Lan                 | 82.225  | 92.104  | 88.002  |
| Guyana                 | 42.684  | 46.288  | 50.069  |
| Guiana thuộc Pháp      | 29.821  | 33.974  | 34.118  |
| Pháp                   | 11.237  | 14.048  | 10.464  |
| Brasil                 | 10.756  | 14.269  | 23.084  |
| Hoa Kỳ                 | 7.543   | 7.797   | 7.287   |
| Trinidad và Tobago     | 5.849   | 5.081   | 5.060   |
| Venezuela              | 5.473   | 7.777   | 1,841   |
| Curacao                | 3.597   | 3.892   | 4,219   |
| Canada                 | 2.613   | 1.826   | 1,763   |
| Tổng                   | 227.699 | 251.611 | 249.102 |